# 四川省成都市第七中学
30°38′48″N 104°4′12″E / 30.64667°N 104.07000°E

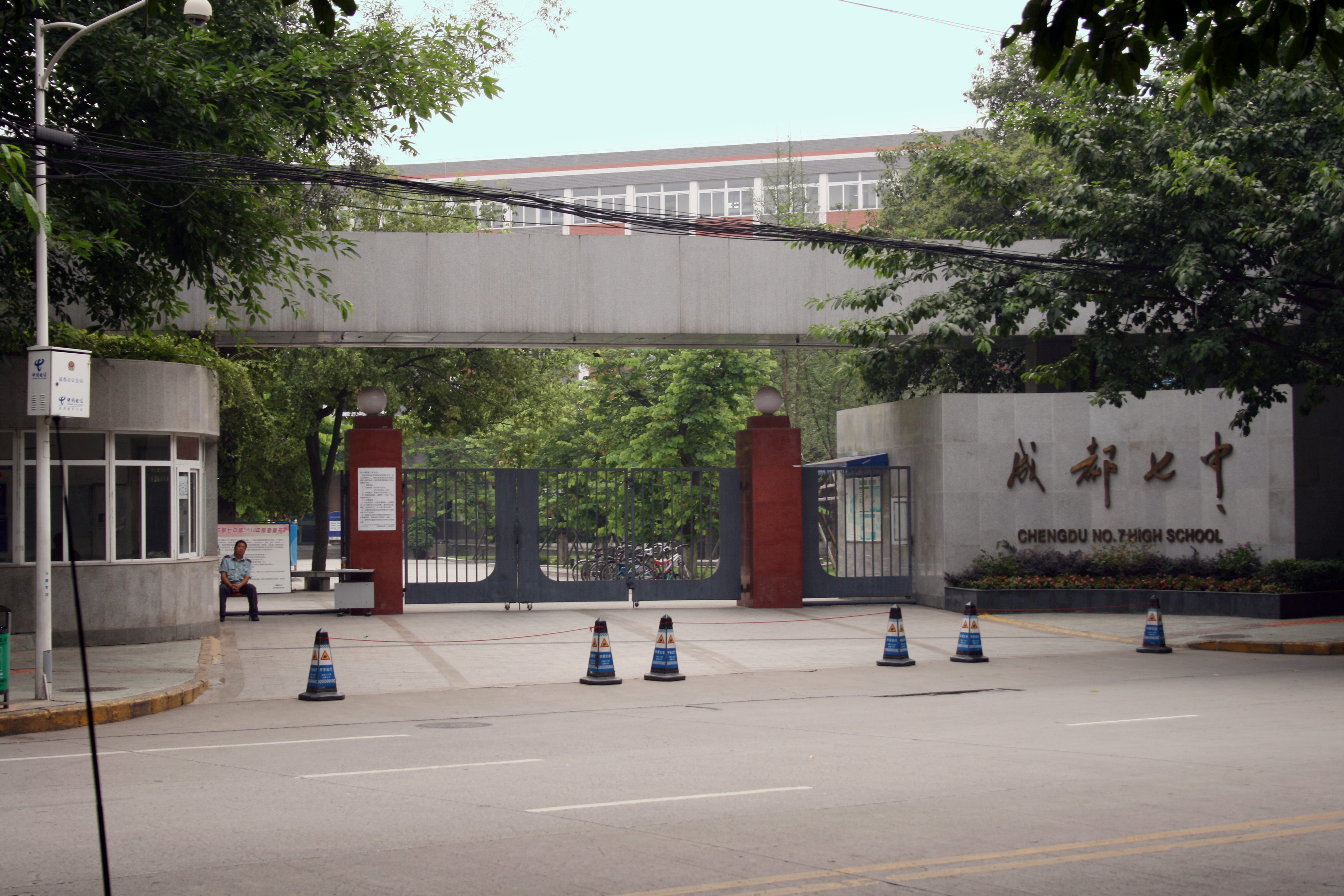
位于林荫街的成都七中正门

四川省成都市第七中学，简称成都七中，又名成都中学，是位于中国四川省成都市的一所高中。该校前身肇基于始建于宋元时期的墨池书院，近代校史开始于1905年成立的成都县立高等小学堂，后改为成都县立中学校。2014年10月16日，加挂成都中学校名。成都七中在2000年被四川省教育厅评定为国家级示范性普通高中，同年被中华人民共和国教育部确定为国家级示范性高中建设项目样板学校。

## 历史
- 成都县立中学（即成都市第七中学）的前身肇基于墨池书院。墨池书院始建于宋元时期，时与石室、草堂书院并称。清代咸丰三年墨池书院青龙街原址校园一分为二，墙左为墨池书院，墙右为芙蓉书院。墨池书院、芙蓉书院与锦江书院、潜溪书院曾在清代并称成都四大书院。
- 1905年4月，墨池书院和芙蓉书院合并改为成都县立高等小学堂。
- 1907年，改为成都县立中学，为四年制初级中学。
- 1924年，成都县立中学校改为新制三年制初级中学。
- 1930年2月，在署前街创办成都县立女子中学校，为初级中学。
- 1931年春，成都县立中学创办高中。
- 1950年2月，成都县立中学和成都县立女子中学两校合并为新的成都县立中学校，地址在青龙街。
- 1952年11月，成都县立中学校改名为四川省成都市第七中学校。
- 2010年，成都七中（高新校区）建成，总投资达4亿元，可容纳84个教学班，占地约170亩，校园主要建筑包括三栋教学楼、办公楼、学生宿舍、科技实验楼、艺术楼以及食堂、学术交流中心和体育馆，设立初中与高中并采用全寄宿制管理。
- 2014年成都市第七中学加挂“成都中学”校名，两校区正门处的校名均展示为“成都七中（成都中学）”。[3]

## 事件
- 2018年12月，随中国青年报冰点周刊的报道《这块屏幕可能改变命运》，成都七中与一家远程教育公司的联合项目进入大众视野，由此引出的教育公平问题激起中国大陆讨论[4][5][6]。

## 著名校友
- 陈家镛，中国科学院院士。
- 李荫远，物理学家，中国科学院院士。
- 唐明述，中国工程院院士。
- 张兴栋，生物医学家，中国工程院院士，美国国家工程院外籍院士。
- 王大成，分子生物物理学家，中国科学院院士。
- 沙国河，物理化学家，中国科学院院士。
- 蒲富恪，物理学家，中国科学院院士。
- 叶尚福，微波天线专家，中国工程院院士。
- 彭堃墀，中国科学院院士，原山西大学校长。
- 徐荣凯，云南省原省长。
- 李稻葵，经济学家，曾任第十一届全国政协委员，中国人民银行货币政策委员会委员，香港科技大学商学院教授，香港科技大学经济发展研究中心副主任。现任清华大学经管学院金融系主任，兼任清华大学苏世民学者项目主任。
- 张伟，数学家，麻省理工学院数学系教授。2010年SASTRA拉马努金奖获得者。
- 王小川，搜狗公司创始人，前CEO。
- 陈睿，哔哩哔哩公司董事长兼CEO。
- 李飞飞，计算机科学家，斯坦福大学首位红杉讲席教授、美国国家工程院院士、美国国家医学院院士、美国艺术与科学院院士。